# Йоганнес Гестерс
Йоганнес Гестерс (нід. Johannes Heesters; 5 грудня 1903, Амерсфорт, Нідерланди — 24 грудня 2011, Штарнберг, Німеччина) — нідерландсько-австрійський актор та співак (тенор), артист естради з 89-річною кар'єрою (переважно на німецькій сцені). З 1936 року проживав у Німеччині. Мав австрійське громадянство. 1997 року був включений до Книги рекордів Гіннесса як найстаріший діючий актор.
Йоганнес Гестерс був найстарішим актором світової величини і до останнього часу виступав на театральній сцені та телебаченні.

## Біографія

### Юність
Йоган Маріус Ніколас Гестерс (нід. Johan Marius Nicolaas Heesters) народився у нідерландському Амерсфорті. Він був молодшим з чотирьох синів комерсанта Якобуса Гестерса і його дружини Гертруди, уродженої ван дер Говел. Першу освіту здобув у бізнес-школі. Про акторську кар'єру Йоганнес Гестерс почав замислюватися тільки в день свого шістнадцятиріччя 1919 року. Він вступив до школи драми, де вчився вокалу та драматичного мистецтва, після чого отримав ряд пропозицій роботи. 1921 року Йоганнес Гестерс дебютував на сцені. 1924 року зіграв роль другого плану у німому фільмі «Голландський цирк» режисера Тео Френкеля. У грудні 1927 Йоганнес Гестерс співав з Гаррі Фроммерманом у складі комедійної вокальної групи, до якої так і не був прийнятий.
Кар'єра Йоганнеса Гестерса у Віденській опері почалася 1934 року в опереті Карла Міллекера «Жебрак студент».

### Початок кар'єри
1936 року він переїхав до Берліна, де зіграв у декількох екранізаціях оперет та музичних фільмах. Молодий Йоганнес Гестерс, красень-брюнет, співав легку музику та легко отримав визнання. Берлінська публіка дала йому прізвисько «Йопі». Найзнаменитішою піснею Йоганнеса Гестерса став музичний номер виходу графа Данило «Зайду-но я в Максим» з оперети «Весела вдова» Франца Легара. Цей номер він виконував протягом 35 років (1600 разів) та відточив до найдрібніших подробиць.
Більшу частину своєї кар'єри Гестерс співпрацював з компанією «UFA». Останнім фільмом, у якому він знявся під час Другої світової війни, був фільм 1945 року «Кажан». У повоєнний час Гестерс продовжив роботу у кіно — аж до 60-х років.

### Йоганнес Гестерс унацистської Німеччині
Йоганнес Гестерс часто піддається звинуваченням за зв'язки з нацистами у часи Третього рейху. Однак він не отримав громадянство Німеччини і не набув членства у НСДАП, a 1938 року виступав на нідерландській сцені разом з єврейськими втікачами. На концертах Йоганнеса Гестерса часто були присутні партійні бонзи та особисто Адольф Гітлер.
Після війни Йоганнес Гестерс свідчив, що він не цікавився політикою та думав тільки про добробут своєї родини

1976 року один нідерландський журналіст звинуватив Гестерса у тому, що 1941 року той відвідав концтабір Дахау та виступив перед членами СС. До цих звинувачень приєдналися і багато інших.

У своїх спогадах, що вийшли 1993 року, Гестерс писав: 
|  | У цей час росло невдоволення художників по щодо правлячого режиму. Було відомо, що колеги час від часу у покарання опинялися у концентраційному таборі Дахау, бо вони відкрито висловлювали своє обурення. Художники, слава Богу, завжди виходили на свободу, але те, що це взагалі було можливо, нас дуже сильно турбувало. Партійні працівники, звісно, дізналися про наші думки щодо таких покарань та придумали досить витончений захід: весь ансамбль вони запросили до табору на творчу зустріч. Про відмову не можна було навіть подумати, якщо ти сам не хотів в один чудовий день виявитися ув'язненим. Таке „запрошення“ було рівносильно наказу. Я працював у Мюнхені. Дахау розташований біля воріт у місто, ухилитися було неможливо. Крім того, що могли б подумати колеги, якби я, будучи голландцем, став шукати відмовки. Тож я поїхав разом з усіма. |

Тобто він заперечував не відвідування табору, а концерт для есесівців. 2006 року його дружина знайшла пам'ятний альбом з 27 фотографіями. Хоча цей альбом зберігся повністю, у ньому немає жодного знімка Гестерса, що виступає перед есесівцями.
16 грудня 2008 року Йоганнес Гестерс висунув через суд звинувачення у наклепі публіцисту Фолькеру Кюну, який з посиланням на одного колишнього ув'язненого казав, що в концентраційному таборі Дахау Гестерс виступав перед членами СС. Суд відхилив звинувачення у наклепі. Посвячення в альбомі «Іншим артистам, які порадували нас у КЦ Дахау 21.5.1941» служить непрямим доказом виступу. Тож Фолькер Кюн міг і далі правити, що Гестерс виступав у Дахау перед есесівцями. Гестерс оскаржив це рішення суду. У квітні 2010 року сторони уклали мирову угоду. Кюн заявив, що не стане називати Гестерса брехуном, якщо той буде заперечувати виступ у концтаборі.

### Після війни
Йоганнес Гестерс подовжив свою кар'єру й після війни. Він співав у Відні, Мюнхені та Берліні. 1953 року Отто Премінгер запросив його до Голлівуда на зйомки у фільмі «Дівчина на даху». У 1960—1970-х роках Гестерс знімався у телевізійних фільмах та телешоу і грав на сцені. 1978 року вийшли його мемуари «Es kommt auf die Sekunde an».
1983 року він був запрошений на захід, присвячений 104-річчя Мюнхенського Національного театру.
1992 року Гестерс одружився з актрисою Симоною Ретель. З 1996 по літо 2002 року він грав разом зі своєю дружиною у п'єсі Курта Флатова, написаній для нього особисто — «Поважний вік» і побував на гастролях в Австрії та Німеччині. 1996 року ця п'єса була екранізована. 1997 року Гестерс був включений до Книги рекордів Гіннесса як найстаріший діючий актор.

### Останні проєкти
5 грудня 2003 року Йоганнес Гестерс відсвяткував свій сотий день народження. На честь цієї події він дав концерт «Легенді виповнюється 100» на німецькому телеканалі «ARD».
У вересні-жовтні 2003 року він виступив у театрі комедії «Їм-Марквардт» у поданні «Йоганнес Гестерс — вірність музиці», присвяченому його сторічного ювілею.
2005 року Гестерс разом з оркестром кіностудії Бабельсберг виступив солістом у концертному турне Скотта Лаутона і дав концерти у семи великих містах. Тоді таки Йоганнес Гестерс дав концерт у Віденському концертному залі, присвячений його 103-йому дню народження. Свій 104-й день народження Гестерс відзначив 5 грудня 2007 року в берлінському Адміральському палаці.
У середині лютого 2008 року Гестерс уперше зважився поїхати на свою батьківщину в Нідерланди, де знову відкинув звинувачення у співпраці з нацистами та відзначив свій 105-й день народження. До цього моменту минуло понад 40 років, відколи його вигнали зі сцени на одному з виступів у 1960 році.

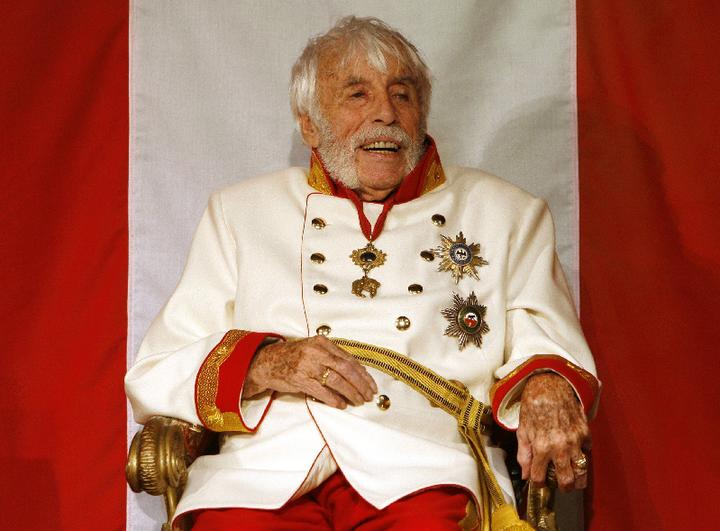
У ролі Франца Йозефа I 2008 року

У цьому ж році Гестерс дістав роль другого плану у фільмі Тіля Швайгера «Півтора лицаря: У пошуках викраденої принцеси... Герцелінди».
В останні роки Гестерс діяльконцертував далі, хоча майже зовсім осліп від глаукоми та дегенерації жовтої плями і тому жив у Баварії, у гірському районі Штарнберг.
30 липня 2010 взяв участь ув музичній п'єсі «Острівна комедія, або Лісістрата та НАТО» (реж. Рольф Гохгут). Гестерс не співає, він говорить два невеликих монологу. Свій 107-й день народження Гестерс зазначив урочистою церемонією в одному з концертних залів Ерфурта.
17 грудня 2011 року Гестерс був госпіталізований в одну з клінік Штарнберг, де незабаром переніс інсульт. Там же, у переддень Різдва, він і помер у 108-річному віці. У нього залишилися дві дочки, п'ять онуків, одинадцять правнуків і три праправнуки.

### Сім'я

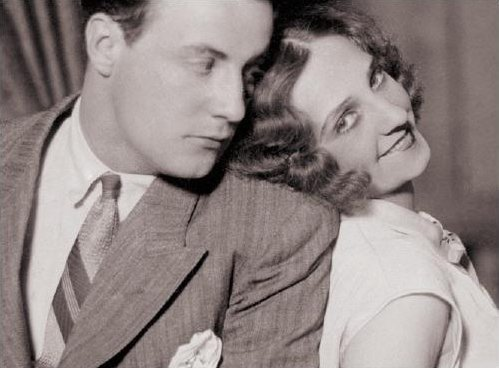
З Луїзою Гейс 1928 року

1930 року Гестерс одружився з бельгійською актрисі Луїзою Гейс, якій він був вірний до її смерті 1985 року. 1991 року він одружився вдруге. Його другою дружиною стала німецька актриса, художниця та фотограф Симона Ретель, яка була молодша від чоловіка на 46 років.
У Гестерса залишилися дві дочки від першого шлюбу. Старша дочка Висі Геральд-Гестерс — віденська піаністка, молодша Ніколь Гестерс — німецька актриса.

## Дебати
Йоганнес Гестерс як людина, яка, незважаючи на свій вік і хворобу, все ще мала популярність у публіки та гастролювала по Німеччині, був запрошений на зйомки популярного нідерландського шоу «Світ перевернувся». Під час програми журналіст запитав його, чи був Гітлер «хорошим мужиком» («Was Hitler een aardige man?»). На що Гестерс відповів, що «мало знав його, але мужиком він був, так».
Дружина Гестерса, Симона Ретель швидко поправила його, сказавши, що Адольф Гітлер найбільший злочинець людства.
Йоганнес Гестерс відповів на це так:
|  | Я знаю, мила. Але до мене він добре ставився. |

Ця передача вийшла в ефір 4 грудня 2008 року та викликала великий суспільний резонанс.
13 грудня 2008 року Гестерс приніс вибачення за свої слова перед публікою на німецькому шоу «Тримаю парі, що..?». Він заявив, що сказав, за його висловом, «якусь дурість» або «щось жахливе» та додав: «Прошу вибачення за сказане».

## Фільмографія
Всього Йоганнес Гестерс знявся у 77 фільмах, у жанрах: комедія, мюзикл, мелодрама.
- 1924: Cirque hollandais/Голландський цирк (Голландія)
- 1934: Bleeke Bet/Відблиски Бет (Ко Монке) (Голландія)
- 1935: De vier mullers/Чотири Мюллери (Отто Мюллер) — головна роль (Нідерланди, Австрія)
- 1935: Alles für die Firma/Все для компанії (Австрія)
- 1936: Die Leuchter des Kaisers/Люстри імператора (Великий князь Петро Олександрович) (Австрія)
- 1936: Der Bettelstudent/Жебрак студент (Симон Рімановікс) — головна роль (Німеччина)
- 1936: Das Hofkonzert/Придворний концерт (лейтенант Вальтер ван Арнегг) — головна роль (Німеччина)
- 1937: Gasparone/гаспарон, D (Ермінь Бондо) (Німеччина)
- 1937: Wenn Frauen schweigen/Якщо жінки мовчать (Курт ван Дерен) — головна роль (Німеччина)
- 1938: Nanon/Нанон (з Ерной Зак і Куртом Майзель), D (Маркіз Шарль д'Обіньє) — головна роль (Німеччина)
- 1938: Das Abenteuer geht weiter/Справа триває, D (Хайнц ван Зейла)
- 1938: Hallo Janine/Привіт, Жанін (з Марікою Рьокк), D (Граф Рене) — головна роль (Німеччина)
- 1939: Meine Tante-Deine Tante/Моя тітка-твоя тітка, D
- 1939: Das Liebesschule/Школа любові, D (Енріко Вілланова, тенор)
- 1940: Die lustigen Vagabunden/Веселий бродяга (з Руді Годден, Рудольфом Карл, Рудольфом Платт, Карлоттою Хен, Маді Рал, D (Вернер Шратт)
- 1940: Rosen in Tirol/Тірольські троянди (з Ельфрідою Датціг, Хансом Хольт, Хансом Мозер та Тео Лінген), D (Граф Герберт фон Вальдендорф)
- 1941: Immer nur… Du!/Відданий... вам!, D (Вілл Ноллерс)
- 1941: Jenny und der Herr im Frack/Дженні і пан у фраку, D (Петер Хольм)
- 1941: Illusion/Ілюзія, D (Штефан фон Хольтенау)
- 1942: Karneval der Liebe/Карнавал любові, D (Петер Хансен, тенор)
- 1943: Großstadtmelodie/Мелодія великого міста, D (сам-себе)
- 1943: Es lebe die Liebe/Це передбачає любов, D (Манфред)
- 1944: Axel an der Himmelstür/Алекс на межі божевілляD (Алекс)
- 1944: Glück bei Frauen/Щастя жінки, D
- 1944: Es fing so harmlos an/Це не склало праціD (Клеман Верне)
- 1944: Frech und verliebt/Нахаба та Любов (вийшов у 1948), D (Доктор Петер Шільд, інженер)
- 1946: Die Fledermaus/Кажан, D (Герберт Айзенштайн)
- 1946: XIV. Renée/Renée XIV. Der König streikt/Рене XIV. Бездумний король., H
- 1947: Wiener Melodien/Віденські мотиви, A (Феррі ван дер Гевелс)
- 1950: Hochzeitsnacht im Paradies/Весільна ніч в раю, D (Пітер Гус)
- 1950: Wenn eine Frau liebt/Закохана жінка, BRD
- 1950–1951: Professor Nachtfalter/Професор НахтфальтерBRD (Мартін Платт)
- 1951: Tanz ins Glück/Танець щастя, A
- 1951: Die Czardasfürstin/Королева чардашу, BRD
- 1952: Im weißen Rößl/У «Білому коні» (з Марікою Рьокк), BRD (Леопольд)
- 1953: Liebeskrieg nach Noten, BRD
- 1953: Die geschiedene Frau/Розлучена жінка, BRD
- 1953: Die Jungfrau auf dem Dach/Дівчина на даху (з Харді Крюгер та Йоханной Марц), USA
- 1953: Schlagerparade/Хіт-парадBRD
- 1953: Hab'ich nur deine Liebe/У мене немає нічого крім твоєї любові, A
- 1954: Stern von Rio/Stella di Rio/Зірка Риму, BRD/I
- 1954: Gestatten, mein Name ist Cox/Дозвольте представитися, КоксBRD
- 1956: Ein Herz und eine Seele/…und wer küßt mich/Серце та душаA (сам-себе)
- 1956: Heute heiratet mein Mann/Сьогодні мій улюблений одружується (з Лізелотти Пулвер та Паулем Хубшмід, BRD (Роберт Петерсон)
- 1956: Opernball/Бал в опері (з Гертою файлери, Йозефом Майнрадом), A (Георг Даннхаузер)
- 1956: Bel ami. Der Frauenheld von Paris/Милий друг. Улюбленець жінок з Парижа, A
- 1957: Victor und Viktoria/Віктор та Вікторія, BRD (Жан Перро)
- 1957: Von allen geliebt/Загальний улюбленець, BRD (Рудольф Авенаріус)
- 1958: Bühne frei für Marika!/Сцена вільна для Маріки!, BRD (Міхаель Норман)
- 1958: Besuch aus heiterem Himmel/ Jetzt ist er da aus USA/В гостях у ясного небаBRD (Джон Ундерховер)
- 1959: Frau im bestem Mannesalter/Прекрасна дама, BRD
- 1959: Die unvollkommene Ehe/Неповноцінний шлюбA
- 1960: Am grünen Strand der Spree/На зеленому березі Шпрее (п'ята частина, з Хеленою Віта та Гюнтером Пфітцманном).
- 1961: Junge Leute brauchen Liebe/Юність-пора любові (з Корнелією Фробе, Вальтрау Хаас, Петером Століття, Біллом Рамзей, Сента Бергер і Боєм Гобертен), A (Князь Шарль)
- 1961: Deutsche Schlagerfestspiele/Німецький фестиваль естрадної пісні, D (співак)
- 1971: Gastspiel/Гастролі, D (Стівен Гілфорд)
- 1973: Paganini/Паганіні, D (Князь Феліс)
- 1973: Hallo, Hotel Sacher…Portier!/Алло, готель Захер… Портьє! (друга серія)
- 1974: Treffpunkt Herz/Прямо в серце, D (гість)
- 1980: Die Alter kommen/Ідуть роки, D, A, Швейцарія
- 1980: Liebe bleibt nicht ohne Schmerzen/Немає любові без страждань, A (оповідач)
- 1982: Sonny Boy/хлопчина Сонні, D (Ал Левіс)
- 1984: Die schöne Wilhelmine/Прекрасна Вільгельміна
- 1985: Отто-der Film/Отто-фільм, BRD (Клошар)
- 1985: Wenn die kleinen Veilchen blühen/Коли цвітуть маленькі фіалки, A (Доктор Томас)
- 1991: Altes Herz wird normal jung/У старому серце все-ще горить вогонь
- 1993: Zwei Münchner in Hamburg/Два мюнхенця в Гамбурзі, D (телесеріал) (Таддеус ван Даален)
- 1993: Geschichten aus der Heimat-Blattschuß, D
- 1994: Silent Love/Любов без слів, D-Kurzfilm (Скрипаль)
- 1995: Grandhotel/Грандготель (телесеріалZwei alte Hasen)
- 1996: Zurück ins Leben/Назад з життя (телесеріалIn aller Freundschaft)
- 1999: Theater: Momo/Театр: Момо (Майстер Хору)
- 2008: 1 1/2 Ritter-Auf der Suche nach der reizenden Herzelinde/Півтора лицаря: У пошуках викраденої принцеси… ХерцеліндиD
- 2008: Wege zum Glück/Дорога до щастя, D

| Рік  | Країна              | Оригінальна назва        | Російська назва       | Режисер                     | Час        | Жанр        | Персонаж                          |
| 1924 | Нідерланди          | Cirque Hollandais        | Голландський цирк     | Тео Френкель                | 95 хвилин  |             |                                   |
| 1934 | Нідерланди          | Bleeke Bet               |                       | Алекс Бенно, Ріхард Освальд | 111 хвилин |             | Ко Моньє                          |
| 1934 | Австрія, Нідерланди | De vier Müllers          | Чотири мельника       | Рудольф Майнерт             | 90 хвилин  |             |                                   |
| 1935 | Австрія             | Alles für die Firma      | Все заради справи     | Рудольф Майнерт             | 88 хвилин  |             |                                   |
| 1936 | Австрія             | Die Leuchter des Kaisers | Підсвічник імператора | Карл Хартль                 | 91 хвилина |             | Великий князь Петро Олександрович |
| 1936 | Німеччина           | Das Hofkonzert           | Концерт при дворі     | Дуглас Сирк                 | 85 хвилин  | Романтичний | Вальтер ван Арнегг                |
| 1936 | Німеччина           | Der Bettelstudent        | Жебрак студент        | Георг Якобі                 | 90 хвилин  | Мюзикл      | Симон Романович                   |
| 1937 | Німеччина           | Wenn Frauen schweigen    | Коли дами мовчать     | Фріц Кірхофф                | 78 хвилин  |             | Курт ван Дорен                    |

### Хроніки
| Рік  | Отримати назва            | Російська назва              | Країна  | Режисер    | Жанр             | Персонаж         | Час |
| 1959 | 100 Jahre Wiener Operette | Віденської опереті 100 років | Австрія | Гаррі Пеєр | Документалістика | Йоханнес Гестерс |     |

## Дискографія

### Альбоми
| Рік  | Оригінальна назва       | Російська назва       | Країна    | Примітки        |
| 1965 | Jetzt geh'ich ins Maxim | Зайду-но я в «Максим» | Німеччина | німецькою мовою |
| 2003 | Ich werde 100 Jahre alt | Мені вже сто років    | Німеччина | німецькою мовою |

### Пісні
| Рік  | Оригінальна назва                      | Російська назва                         | Країна    | Примітки                              |
| 1937 | Ich werde jede Nacht von ihnen träumen | Щоночі, у сні буду я про Вас мріяти     | Німеччина | німецькою мовою                       |
| 1939 | Musik, Musik, Musik                    | Музика, музика, музика                  | Німеччина | німецькою мовою, з Марікою Рьокк      |
| 1941 | Liebling, was wird nun aus uns beiden  | Кохана, що-ж з нами буде                | Німеччина | німецькою мовою                       |
| 1941 | Man müßte Klavier spielen können       | Потрібно вміти грати на фортепіано      | Німеччина | німецькою мовою                       |
| 1949 | Das kommt mir spanisch vor             | Мені здається, це дивно                 | Німеччина | німецькою мовою                       |
| 1949 | Tausendmal möchte ich dich küssen      | Тисячу разів хотів-би я тебе поцілувати | Німеччина | німецькою мовою                       |
| 1998 | Ich werde 100 Jahre alt                | Мені вже сто років                      | Німеччина | німецькою мовою                       |
| 2007 | Generationen                           | Покоління                               | Німеччина | німецькою мовою, з Клаусом Айзерманом |

## Визнання

### Нагороди та премії
| Рік  | Назва                                              | Примітки                                           |
| 1964 | Бембі                                              |                                                    |
| 1967 | Почесна Премія Відня                               |                                                    |
| 1975 | Золота плівка                                      | за багаторічну та видатну роботу в німецькому кіно |
| 1982 | Почесне членство Театру західного Берліна          |                                                    |
| 1983 | Блискуча Медаль Мюнхена                            |                                                    |
| 1983 | Почесне членство Мюнхенського Національного театру |                                                    |
| 1984 | Баварський орден "За заслуги"                      |                                                    |
| 1987 | Бембі                                              |                                                    |
| 1990 | Бембі                                              |                                                    |
| 1993 | Берлінський орден "За заслуги"                     |                                                    |
| 1996 | Глядацька берлінська Премія «Золотий завісу»       | Як самому популярному акторові 1995-96 років       |
| 1997 | Бембі                                              |                                                    |
| 1999 | Золотий лист                                       |                                                    |
| 2000 | ДИВА                                               |                                                    |
| 2001 | «Ромі»                                             | За його працю, в платині                           |
| 2002 | Золота плівка                                      | за його працю                                      |
| 1997 | Бембі                                              |                                                    |
| 1999 | Золотий лист                                       |                                                    |
| 2001 | Платинова «Ромі»                                   | За його працю                                      |
| 2003 | Бембі                                              |                                                    |
| 2003 | Віденське кільце слави                             | За його працю                                      |
| 2007 | Бембі                                              |                                                    |
| 2008 | Бембі                                              |                                                    |

### Звання
| Рік  | Назва                            | Примітки               |
| 1997 | Найстаріший діючий актор         | Книга рекордів Гіннеса |
| 2004 | Почесне звання «Камерний співак» |                        |